# Laevicephalus salarius
Laevicephalus salarius är en insektsart som beskrevs av Knull 1954. Laevicephalus salarius ingår i släktet Laevicephalus och familjen dvärgstritar. Inga underarter finns listade i Catalogue of Life.